# Graviscalpellum persona
Graviscalpellum persona är en kräftdjursart som först beskrevs av Annandale 1916.  Graviscalpellum persona ingår i släktet Graviscalpellum och familjen Scalpellidae. Inga underarter finns listade i Catalogue of Life.